# Gersuinda
Gersuinda (también Gersvinda, Gervinda; fallecida después del año 800) fue concubina del emperador Carlomagno, con tuvo una relación tras la muerte de su última esposa legítima, Luitgarda (fallecida el 4 de junio del año 800). Según Eginardo, biógrafo contemporáneo, era sajona, un pueblo que el emperador sometió durante treinta años.

## Posición en la corte
Gersuinda fue una de las cuatro concubinas de Carlomagno en el período posterior a la muerte de Luitgarda, siendo las otras Regina]], Adallinda y Madelgarda. Luitgarda fue elogiada profusamente tras su muerte, pero Gersuinda y las otras concubinas fueron aparentemente poco populares entre los círculos clericales que rodeaban al emperador, aunque su influencia fue significativa. Eclesiásticos como Wetti de Reichenau (quién supuestamente tuvo una visión de Carlomagno siendo atormentado en el más allá por sus actividades sexuales) se sintieron perturbados por la «energía sexual no disminuida y extramatrimonial» de Carlomagno en este período.
Como tal, Gersuinda era parte de un considerable nexo femenino que existía en estrecha e íntima proximidad al emperador, que también incluía hermanas, hijas y nietas, y que desempeñaba papeles importantes en la vida de la corte.

## Hijos
Tuvo una hija, Adaltrudis. Se sabía que Carlomagno apreciaba mucho a sus hijas y se negaba a que se casaran y abandonaran su corte, por lo que se desconoce el destino de Adaltrudis, como muchos de los hijos de Carlomagno, aunque se sabe que algunos se dedicaron a la iglesia. Es probable que recibiera una educación formal, ya que Eginardo enfatiza que los hijos e hijas de Carlomagno fueron educados en las artes liberales, y se esperaba que las mujeres aprendieran a hilar y tejer y «adquirieran todos los logros femeninos, en lugar de malgastar su tiempo en la pura ociosidad».

## Vida posterior y muerte
Carlomagno dejó un testamento detallado en el que proveía para su descendencia legítima y los hijos de sus hijos, y que ofrece una fuente importante 'para los propios intentos de Carlomagno de ordenar su familia y su Imperio en los últimos años de su vida' y para estudiar la interacción entre su sucesor Luis el Piadoso y las mujeres de la corte. Einhard afirma que tenía la intención de revisar su testamento para asegurar que sus hijos con sus concubinas (como Adaltrudis) fueran provistos, pero que nunca lo hizo posteriormente. Sin embargo, un ex cortesano anónimo de Luis, conocido como el Astrónomo y en la biografía anónima Vita Hludovici, implican que los hijos ilegítimos de Carlomagno también fueron beneficiarios. Einhard no menciona ninguna provisión para sus concubinas.
Se desconocen los detalles de la vida posterior de Gersuinda y la fecha de su muerte.